# Proměnná hvězda typu FU Orionis

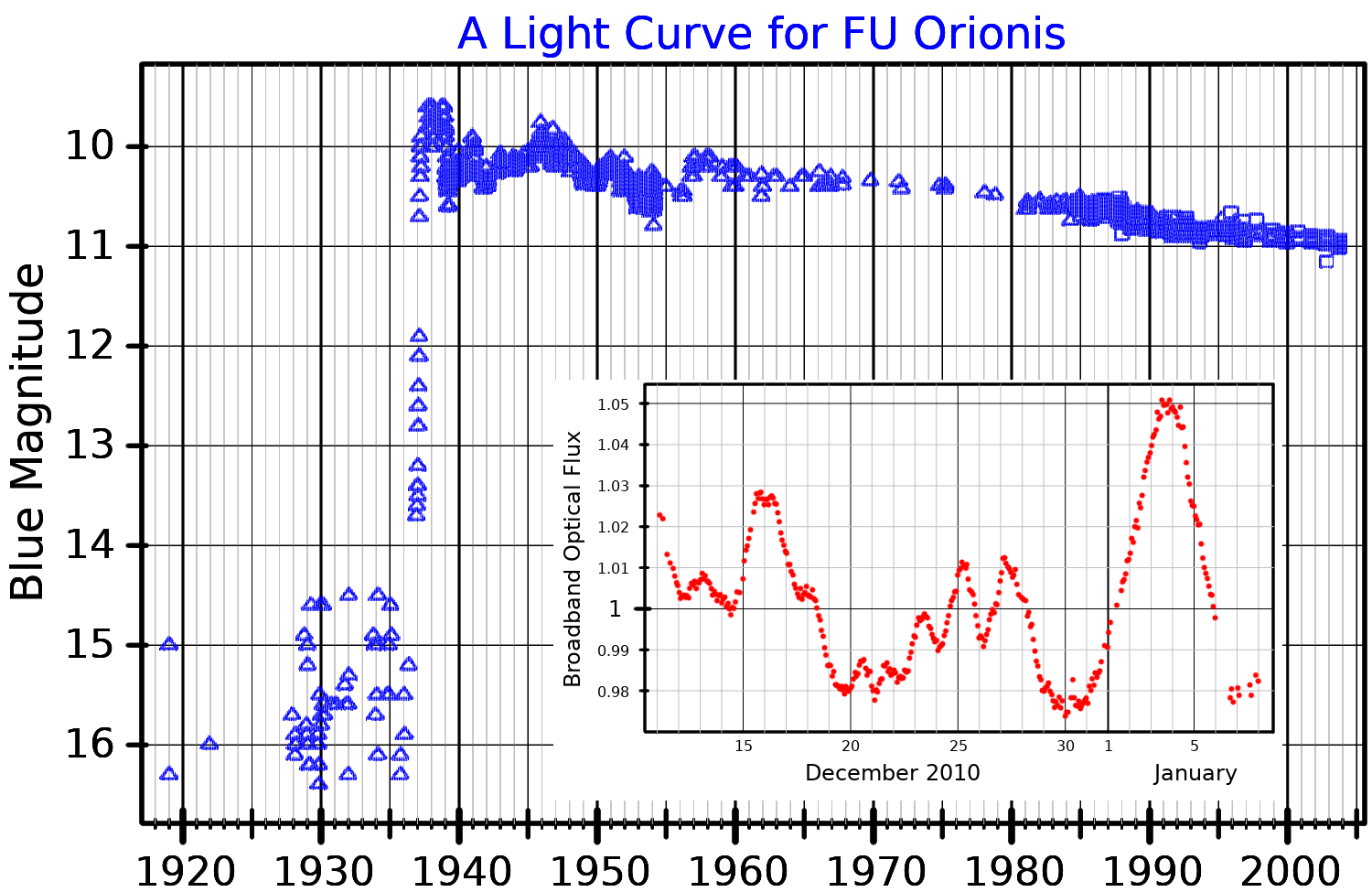
Světelná křivka v modré části spektra pro FU Orionis (podle Clarke et al. 2005). Vložený graf ilustruje krátkodobou časovou variabilitu (podle Siwak, et al. 2013).

Hvězda typu FU Orionis (také FU Orionis objekt nebo FUor ) je mladá hvězda před hlavní posloupností, která vykazuje extrémní změnu jasu a spektrálního typu. Jedním z příkladů je hvězda V1057 Cyg, která se v letech 1969-1970 zjasnila o 6 magnitud a přešla ze spektrálního typu dKe na veleobra typu F. Tyto hvězdy jsou pojmenovány po své typové hvězdě, FU Orionis .
Současný model, který vyvinuli především Lee Hartmann a Scott Jay Kenyon vysvětluje vzplanutí FU Orionis náhlým přenosem hmoty z akrečního disku na mladou hvězdu T Tauri o nízké hmotnosti. Rychlost přenosu hmoty je pro tyto objekty odhadována na přibližně 10−4 hmotností Slunce za rok. Doba, za kterou dojde ke zvýšení jasu, je obvykle řádově 1 rok, ale může být mnohem delší. Doba trvání fáze s vysokou akrecí a vysokou svítivostí je v řádu desítek let, přesto dosud (do roku 2015) nebyl pozorován žádný objekt FU Orionis, u něhož by nastal výrazný pokles jasu. Je odhadováno, že průměrná mladá hvězda během svého života projde přibližně 10–20krát fází FUor.
Prototypy této třídy jsou: FU Orionis, V1057 Cygni, V1515 Cygni, a protohvězda V1647 Orionis z ledna 2004.